# Hugo Marques Gontijo
Hugo Marques Gontijo (Bom Despacho, 9 de outubro de 1923 — Belo Horizonte, 13 de junho de 1997) foi um político e médico pediatra brasileiro. Foi prefeito do município mineiro de Bom Despacho entre 1947 e 1951, aproximadamente.. Atuou como deputado estadual em Minas Gerais, após a renúncia do deputado Olavo Tostes Filho (Legislatura 1951 - 1955). Foi casado com  Maria Letícia de Castro Baptista Goulart (Maria Letícia Goulart Gontijo) e teve 6 Filhos. Foi o fundador do Instituto de Pediatria e ainda dedicou-se mais de 20 anos ao Hospital da Baleia.

## Origem Familiar
Filho de Joana Mesquita Marques e Miguel Marques Gontijo, médico e fazendeiro, Dr. Hugo nasceu em 09 de Outubro de 1923, o segundo filho de seis irmãos. Sua família era influente em Bom Despacho e região. Seus avós eram fazendeiros locais e seu pai foi o primeiro médico entre eles. Apesar de seu pai não ter sido um adepto voluntário da política, sempre teve ligações com figuras importantes da cidade. Uma destas era o Prefeito Flávio Cançado Filho, o famoso Favuca, prefeito nomeado nos período de de 1930 a 1937 e 1937 a 1945, época da Era Vargas.

## Vida
Hugo passou sua infância em sua cidade natal, onde cursou o primário no Grupo Bom Despacho. O município não contava com um ginásio e, por isso, transferiu-se para outras cidades a fim de terminar seus estudos básicos. Em 1939 foi para Belo Horizonte, onde cursou o 2° grau no Colégio Arnaldo. Nesse período fez o Centro Preparatório de Oficiais da Reserva, saindo como 2° Tenente da reserva. Ingressou na Faculdade de Medicina na Universidade de Minas Gerais em 1947. Neste período, Hugo se envolveu na luta contra a ditadura de Vargas, foi representante de sua turma no Diretório Acadêmico e chegou a disputar uma vaga como Deputado Estadual para ajudar na campanha de Milton Campos ao governo de Minas Gerais. Tudo isso antes de se formar. Desta forma, sua trajetória estudantil impactou bastante seu conhecimento e preparo para vida política.
Ao findar a ditadura do Estado Novo, houve a abertura política e novos partidos surgiram, entre eles o PSD (Partido Social Democrático), fundado em 1945. Em Bom Despacho, Favuca colocou o pai de Dr. Hugo, Miguel M. Gontijo, como presidente do PSD enquanto o próprio Hugo era da oposição, sendo o fundador do partido UDN na cidade. Depois de algum tempo, conseguiu convencer seu pai a passar para seu lado no campo político. A partir daí, Miguel Gontijo passou a se interessar pela política, e seu prestígio contribuiu para a luta que Dr. Hugo e aliados começariam.
A formação política de Dr. Hugo se deu através de variadas influências. Além da vivência na faculdade, era ávido leitor dos famosos jornais Correio da Manhã e Diário de Notícias. Nestes, o médico acompanhava os debates e críticas feitas por figurões, como Carlos Lacerda, líder da União Democrática Nacional (UDN) no cenário nacional, Ozório Borba, entre outros.
Ao regressar a Bom Despacho, concluídos os estudos e agora médico, Dr. Hugo lançou sua candidatura para Prefeito da cidade, tendo a UDN como seu partido. Assim, iniciou sua campanha através de comícios realizados na cidade, nos distritos e povoados. Apesar de tímido, a experiência na faculdade deu a Dr. Hugo a facilidade para falar em público. Afinal, naquela época, o voto no interior do país dependia muito do contato direto com eleitores. Foram feitos comícios em Araújos, Engenho, Moema, Passagem, Salitre, Mato Seco, Falcão, Capivari dos Macedos, Capivari dos Eleutérios, Águia do Campo, ou seja, quase todos os povoados adjacentes a Bom Despacho. Segundo o próprio Dr. Hugo, a campanha não foi onerosa. Os custos aumentaram depois, quando a população começou a pedir aos candidatos por pares de botinas, tecidos para a confecção de roupas, entre outras coisas.
Em sua campanha, Dr. Hugo prometia dar prioridade à educação, dizia que Bom Despacho deveria ser considerada como uma “pessoa nua”, cuja primeira necessidade seria “vestir a calça, uma camisa e um sapato” e se sobrasse dinheiro, colocaria um chapéu e paletó, pois “a última coisa são os enfeites”. Dr. Hugo, com apenas 23 anos, ganhou a eleição, tornando-se o primeiro prefeito eleito da cidade.
Na Legislatura de 1951 a 1955, atuou como Deputado Estadual de Minas Gerais, quando Olavo Tostes Filho renunciou ao cargo. Contudo, ficou apenas por um mês, pois foi dedicar-se a medicina, ao receber um convite da Temple University School of Medice, onde especializou-se em Pediatria e Cardiologia Pediátrica na Saint Christofer Hospital for Children. Posteriomente, Dr. Hugo retornou a Belo Horizonte, passando a atender em seu consultório. Atuou ainda no berçário do Hospital Vera Cruz e chefiou a Clínica Pediátrica do Hospital da Baleia por mais de 20 anos. Em 1959 foi presidente da Sociedade Mineira de Pediatria e, entre outros envolvimentos com associações médicas, foi membro da American Academy of Pediatrics.
D. Hugo era fluente em quatro idiomas e conhecia bem o grego e o latim. Em 1957, casou-se com Maria Letícia Goulart Gontijo, com quem teve seis filhos: Pedro Goulart Gontijo; Ângela Goulart Gontijo; Teresa Goulart Gontijo; Mônica Goulart Gontijo; André Goulart Gontijo; Paulo Goulart Gontijo.
Doente, com 74 anos, faleceu em Belo Horizonte, em 13 de junho de 1997.

## Mandato
Um de seus feitos principais foi a criação de um Ginásio, pois a juventude tinha que sair da cidade se quisesse continuar seus estudos. Construído com a ajuda da população, sem recursos do governo estadual ou federal, o ginásio público e gratuito contribuiu para a formação daqueles que não possuíam recursos para estudar fora. Construiu, também, diversas escolas rurais, para atender a população do campo. Como era médico, a saúde também era uma de suas preocupações. Por isso, criou um posto de saúde e construiu o Lactário Menino Jesus, com o objetivo de melhorar a vida de crianças carentes.
No mandato de Hugo Marques Gontijo, o vice-prefeito Walfrido Teixeira de Carvalho assumiu o governo, em curto período, por motivo de licença do prefeito. Com recursos da Prefeitura, sua administração adquiriu uma patrola (motoniveladora) em sociedade com Santo Antônio do Monte, para a conservação de estradas. Construíram trinta mata-burros de concreto, fato muito importante para época, pois muitos moradores da região dedicavam-se a pecuária e, portanto, possuíam gado. Três pontes de concreto foram erguidas, a Ponte Criminosa, a Ponte do Germano e a do Capivari dos Macedos. Para solucionar o problema de abastecimento de água, foram criados três poços artesianos, o calçamento da cidade com paralelepípedos foi iniciado e uma estrada (atualmente estrada do Pica-pau) foi aberta para assegurar ligação com Belo Horizonte. Afinal, em tempos de chuva, a cidade ficava isolada, uma vez que suas pontes eram levadas pelas enchentes. No âmbito educacional, ainda em seu governo, existiu um projeto para a criação de uma Escola Agrícola, onde a Prefeitura comprou o terreno e o cedeu para o Estado, de forma a viabilizar a construção. Todavia, com a mudança de governo na esfera nacional, o projeto foi descaracterizado e um reformatório foi instalado no lugar da escola. Posteriormente seria a FEBEM.

## Premiações e honrarias
Hugo foi indicado com mérito para ser o Patrono da Cadeira n. 7 da Academia Mineira de Pediatria. Bom Despacho o homenageou, nomeando uma UBS e uma avenida com seu nome.